# TSC1
TSC1‏ (Tuberous sclerosis 1) ويُعرف باسم همراتن، هوَ بروتين يُشَفر بواسطة جين TSC1 في الإنسان.